# Robert Rochfort (1er comte de Belvedere)
Robert Rochfort (26 mars 1708 - 13 novembre 1774) est un homme politique et pair anglo-irlandais. Il est devenu célèbre pour son traitement abusif de sa deuxième épouse, Mary Molesworth.

## Jeunesse
Il est le fils de Rt. L'hon. George Rochfort (fils de Robert Rochfort) et Lady Elizabeth Moore, fille de Henry Hamilton-Moore, 3e comte de Drogheda. Il siège à la Chambre des communes irlandaise comme député de Westmeath entre 1731 et 1738. Le 16 mars 1738, il est élevé à la pairie d'Irlande avec le titre de baron Belfield et occupe son siège à la Chambre des lords irlandaise, devenant rapidement un favori à la cour de George II de Grande-Bretagne.
En 1746, Belfield est défié en duel en raison d'une dette d'honneur de longue date par Richard Herbert. Le duel a lieu dans les champs entre Tottenham Court Road et Marylebone le samedi 23 août 1746. Belfield est grièvement blessé, et Herbert reçoit une balle dans l'œil qui est sortie à l'arrière du crâne, mais néanmoins il survit, bien que mentalement il ne soit plus jamais le même homme.
Le 12 décembre 1749, il est nommé membre du Conseil privé d'Irlande. Le 5 octobre 1751, il est nommé vicomte Belfield et créé comte de Belvédère le 29 novembre 1756. Lord Belfield occupe le poste de maître général du rassemblement d'Irlande entre 1754 et sa mort en 1774. Il commande la construction de la maison et des jardins du Belvédère en 1740.

### Mariages et épreuves
Il épouse Elizabeth Tenison, fille de Richard Tenison et de Margaret Barton, le 16 décembre 1731, et elle meurt un an plus tard en 1732 de la variole. Il se remarie à l'hon. Mary Molesworth, fille du maréchal Richard Molesworth (3e vicomte Molesworth) et Jane Lucas, le 7 août 1736. Malgré son ascension assez rapide à la cour et en politique, Rochfort est probablement plus connu pour son traitement de sa deuxième épouse Mary, qu'il épouse en 1736 alors qu'il a 28 ans et elle 16 ans. Vers 1743, il entend des rumeurs selon lesquelles Mary lui a été infidèle avec son frère Arthur. En guise de punition, Robert la fait enfermer dans la maison familiale de Gaulstown, seule en dehors de ses serviteurs, pour le reste de sa vie (trente et un ans). Après douze ans de cette captivité, elle tente de s'échapper mais est capturée et soumise à un traitement encore plus dur. Lorsqu'elle est finalement libérée sur ordre de son fils après la mort de son mari, elle a apparemment pris l'habitude d'errer dans la maison et de parler à des portraits comme s'ils étaient de vraies personnes. Sa voix a pris une sonorité particulière (comme un murmure strident) et elle est visiblement profondément marquée par son expérience. Elle n'a pas survécu longtemps après sa libération. Cependant, elle n'a pas été la seule à souffrir, car Robert a emmené son frère Arthur en justice pour une conversation criminelle et a reçu la somme énorme de 2 000 £ de dommages-intérêts. Arthur, incapable de payer, fuit le pays, mais à son retour en Irlande, il est emprisonné dans le château de Browne (utilisé comme prison des débiteurs de Dublin à ce moment-là, et célèbre pour être "la pire prison du pays") où il est mort. Lord Belvedere est remplacé dans ses titres par son fils aîné de son deuxième mariage, George Rochfort. Il a deux autres fils, Richard et Robert, et une fille Jane qui épouse Brinsley Butler (2e comte de Lanesborough) puis John King.

## Décès
Rochfort est décédé le 13 novembre 1774 âgé de 66 ans. La cause de sa mort n'est pas claire, mais certains ont émis l'hypothèse que les occupants d'un bateau sont arrivés à terre à Belvedere House après avoir traversé le Lough Ennell et ont assassiné Rochfort au milieu de la nuit tandis que d'autres affirment que lors d'une promenade au clair de lune, il aurait été attaqué par des chiens sauvages ou qu'il aurait pu tomber et se frapper la tête sur un rocher, et peut-être saigner à mort.